# Yasser Al-Qahtani
Yasser Al-Qahtani (arabsky ياسر القحطاني‎; * 10. října 1982) je saúdskoarabský fotbalista hrající na postu útočníka, který v současnosti hraje za saúdskoarabský klub Al Hilal FC.